# Maro perpusillus
Maro perpusillus är en spindelart som beskrevs av Saito 1984. Maro perpusillus ingår i släktet Maro och familjen täckvävarspindlar. Inga underarter finns listade i Catalogue of Life.